# Rishi Kapoor
Rishi Kapoor (Mumbai, 4 settembre 1952 – Mumbai, 30 aprile 2020) è stato un attore indiano.

## Biografia
Esordì da bambino in un film diretto dal padre nel 1970, Mera Naam Joker. Recitò in moltissime pellicole di Bollywood, ottenendo vari premi durante la sua lunga carriera.
Malato di leucemia, è morto il 30 aprile 2020, all'età di 67 anni.
Era il secondo figlio del regista e attore Raj Kapoor e fratello di altri due attori, Randhir e Rajiv Kapoor nonché zio di Karisma e Kareena Kapoor. Sposò l'attrice Neetu Singh; dalla loro unione sono nati due figli, Ranbir e Riddhima Kapoor.

## Filmografia parziale
- Shree 420, regia di Raj Kapoor (1955) - non accreditato
- Mera Naam Joker, regia di Raj Kapoor (1970)

- Bobby, regia di Raj Kapoor (1973)
- Zehreela Insaan, regia di S.R. Puttanna Kanagal (1974)

- Raaja, regia di K. Shankar (1975)
- Prem Rog, regia di Raj Kapoor (1982)
- Nagina, regia di Harmesh Malhotra (1986)
- Vijay, regia di Yash Chopra (1988)
- Chandni, regia di Yash Chopra (1989)
- Gurudev, regia di Vinod Mehra (1993)
- Yeh Hai Jalwa, regia di David Dhawan (2002)
- Io & tu - Confusione d'amore (Hum Tum), regia di Kunal Kohli (2004)
- La paura nel cuore (Fanaa), regia di Kunal Kohli (2006)
- Om Shanti Om, regia di Farah Khan (2007)
- Sposerò mia moglie (Namastey London), regia di Vipul Amrutlal Shah (2007)
- Un pizzico d'amore e di magia (Thoda Pyaar Thoda Magic), regia di Kunal Kohli (2008)
- Do Dooni Chaar, regia di Habib Faisal (2010)
- Housefull 2, regia di Sajid Khan (2012)
- Jab Tak Hai Jaan, regia di Yash Chopra (2012)
- Sanam Re, regia di Divya Khosla Kumar (2016)
- Kapoor & Sons, regia di Shakun Batra (2016)